# Valvuloplastiek

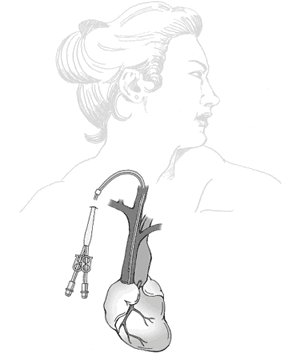
Katheteriseren

Valvuloplastiek ook wel ballon-valvuloplastiek is een chirurgische ingreep waarbij de functie van de (hart)kleppen kan worden hersteld. Bij vernauwing van de (hart)klepopening (stenose) wordt, met behulp van een katheter, een ballonnetje langs femorale (liesslagader) weg ingebracht dat de vernauwing oprekt en de klepfunctie herstelt.

## Operatie
Tijdens deze ingreep is de patiënt onder volledige narcose, en wordt (meestal) via de linkerlies een opening gemaakt die de liesslagader blootlegt. Vervolgens wordt vanuit de lies een katheter in ingebracht met aan het einde een klein ballonnetje. De katheter wordt doorgeschoven tot de defecte (hart)klep wordt bereikt. Hier aangekomen wordt het ballonnetje opgeblazen om zodoende de stenose (vernauwing) aan de hartklep op te lossen. Mocht dit onvoldoende effectief blijken, dan kan de arts direct overgaan tot het inbrengen van een stent en/of een kunst(hart)klep.

## Aandoeningen
Bekende aandoeningen die in aanmerking kunnen komen voor (ballon-)valvuloplastiek:
- Bijna alle vormen van stenose, waaronder Tricuspidalis-stenose, Mitralis-stenose, enz.